# جون غوردون
السير جون برتراند غوردون (بالإنجليزية: John Bertrand Gurdon)‏ ـ (ولد في 2 أكتوبر 1933) هو عالم بريطاني مختص بعلم الأحياء التطوري. عرف بأبحاثه الرائدة في مجال نقل النواة والاستنساخ. حصل على جائزة لاسكر سنة 2009 وجائزة نوبل في الطب لعام 2012، وكانت كلتاهما مناصفة مع الياباني شينيا ياماناكا.

## التكريم والجوائز
انتخب غوردون زميلًا للجمعية الملكية سنة 1971، وحصل على لقب سير (فارس) سنة 1995. وفي سنة 2004 ثم تغيير اسم أحد المعاهد البريطانية لأبحاث البيولوجيا الخلوية والسرطان إلى «معهد غوردون» تكريمًا له.
حصل غوردون على العديد من الجوائز والأوسمة والدرجات الشرفية، وانتخب عضوًا شرفيًا بالجمعية الأمريكية لعلماء التشريح سنة 2005، كما حصل على جائزة ألبرت لاسكر لأبحاث العلوم الطبية الأساسية سنة 2009.

## السياسة والدين
صرَّح غوردون بأنه سياسياً «في منتصف الطريق»، وأنه غير لاأرادياً دينياً لأنه «لا يوجد دليل علمي في أي من الاتجاهين». خلال فترة رئاسته لشهادة الماجستير في كلية مجدلين، أثار جوردون بعض الجدل عندما اقترح أن يُسمح للزملاء أحيانًا بتسليم «عنوان عن أي شيء يرغبون في التحدث عنه» في خدمات الكنيسة الصغيرة. في مقابلة مع موقع EWTN.com، أفاد غوردون «أنا ما يُمكن أن تسميه التفكير الليبرالي. أنا لست روماني كاثوليكي. أنا مسيحي عضو في كنيسة إنجلترا».

## وصلات خارجية
- جون غوردون على موقع الموسوعة البريطانية (الإنجليزية)
- جون غوردون على موقع مونزينجر (الألمانية)
- موقع معهد غوردون